# Верхняя Сенькина
Ве́рхняя Се́нькина (в верховье Большая Сенькина) — река в Томской области России. Устье реки находится в 212 км по левому берегу реки Парабель. Длина реки составляет 99 км, площадь водосборного бассейна 431 км². В 38 км от устья по правому берегу впадает река Малая Сенькина. Высота устья — 57 м над уровнем моря.
Другое название реки — нар. южносельк. Тве́госа «гусиная».

## Данные водного реестра
По данным государственного водного реестра России относится к Верхнеобскому бассейновому округу, водохозяйственный участок реки — Обь от впадения реки Кеть до впадения реки Васюган, речной подбассейн реки — Кеть. Речной бассейн реки — (Верхняя) Обь до впадения Иртыша.